# Jean-Pierre Barruel
Pour les articles homonymes, voir Barruel.
 (août 2012).
Si vous disposez d'ouvrages ou d'articles de référence ou si vous connaissez des sites web de qualité traitant du thème abordé ici, merci de compléter l'article en donnant les références utiles à sa vérifiabilité et en les liant à la section « Notes et références ».
Jean-Pierre Barruel, né le 21 janvier 1780 à Autun et mort le 17 août 1838 à Paris, est un chimiste français, expert en chimie médico-légale.

## Biographie
Fils d'un épicier d'Autun, il est formé à la chimie par son oncle Étienne-Marie Barruel. Il entame sa carrière de chimiste en 1799 comme aide-préparateur de chimie à l'École de médecine de Paris auprès d'Antoine François Fourcroy (titulaire de la chaire de chimie médicale) et Nicolas Deyeux (adjoint et suppléant de Fourcroy). 
Il est ensuite pharmacien militaire dans l'armée de Hanovre. En 1805 (2 brumaire an XIV), il est nommé par le directeur Michel-Augustin Thouret préparateur du cours de chimie et chef des travaux chimiques à la faculté de médecine de Paris en remplacement de Jacques Clarion (Pierre-Hubert Nysten prend alors sa place d'aide). Vauquelin succède à Fourcroy à sa mort en 1809 et Barruel devient chef des travaux chimiques de sa fabrique. 
Il est également pharmacien en chef de l'hôpital de la clinique de la faculté de médecine, membre-adjoint du conseil de salubrité, expert assermenté auprès des tribunaux, membre de l'Académie royale de médecine et chevalier de la Légion d'honneur.
Son frère Claude-François Barruel fut préparateur des cours de chimie et chef des travaux chimiques à la faculté des sciences de Paris.